# Hermes Soto
Hermes Eugenio Soto Isla (San Felipe, 27 de abril de 1962) es un ex oficial de carabineros chileno. Asumió como general director de Carabineros el 29 de marzo de 2018, al inicio del segundo gobierno de Sebastián Piñera. Dejó el cargo producto de los cuestionamientos a la institución tras el asesinato por parte de carabineros del comunero mapuche Camilo Catrillanca. La Contraloría General de la República tomó razón del decreto de remoción enviado por el presidente Sebastián Piñera el 21 de diciembre del mismo año. La gestión de Soto al mando de Carabineros ha sido la más breve en la institución en toda su historia.

## Familia y estudios
Nació en San Felipe (Chile), el 27 de abril de 1962, siendo menor de seis hijos del matrimonio formado por Eloísa Isla y Héctor Soto, suboficial mayor de Carabineros. Realizó sus estudios primarios en el Colegio Particular Americano y los secundarios en el Liceo de Hombres de San Felipe.
Se casó en 1989 con la parvularia Edith Zerené Negrete, con quien tuvo dos hijos: Mauricio y Paulina. Con su cónyuge ha desarrollado un negocio agrícola y ganadero en San Felipe, siendo propietarios de la sociedad Agrícola y Comercial Zerene Limitada.

## Carrera policial
Ingresó a la Escuela de Carabineros el 1 de enero de 1981, egresando con el grado de subteniente de Orden y Seguridad.
Entre 1995 y 1998 ejerció con el rango de capitán en Concepción, Talcahuano, San Pedro de la Paz, la jefatura de las zonas y de la unidad de fuerzas especiales.
Posteriormente fue destinado a diversas comunas como Santiago, Puerto Montt, Malleco y La Serena. En 2008 fue encargado como prefecto en la Prefectura Concepción n° 20, destinación en la cual enfrentó los estragos del terremoto y posterior tsunami de 2010; estando a cargo del control público, la prevención de saqueos y de la coordinación en la entrega de alimentos de los damnificados. Luego, fue enviado como agregado policial de la embajada de Chile en la Argentina.
En 2016 se desempeñó como jefe de zona en la región del Biobío, destacando durante su administración la construcción de la primera Escuela de Suboficiales en esa región, emplazada en el complejo Lomas Verdes. Al año siguiente ejerció la misma función pero en la región Metropolitana de Santiago, siendo ascendido a general inspector por la presidenta Michelle Bachelet.

### General director
El 29 de marzo de 2018 fue nombrado por el presidente de la República Sebastián Piñera como general director de Carabineros; asumiendo la institución en medio de una crisis debido a investigaciones administrativas a causa a un mega fraude financiero conocido como el "Pacogate" y la fallida "operación Huracán".
Su gestión duró nueve meses, siendo removido de su cargo el 28 de diciembre, debido a la muerte del comunero mapuche Camilo Catrillanca a manos de funcionarios de Carabineros.

### Historial militar
Su historial de ascensos en Carabineros de Chile fue el siguiente:
- 1981: Aspirante a oficial
- 1984: Subteniente
- 1988: Teniente
- 1994: Capitán
- 1999: Mayor
- 2004: Teniente coronel
- 2009: Coronel
- 2014: General de Zona
- 2017: General inspector
- 2018: General director

## Condecoraciones
- Cruz al Mérito de Carabineros de Chile, por haber cumplido 20 años de servicios en la institución (2001).[6]
- Gran Cruz al Mérito de Carabineros de Chile, por haber cumplido 30 años efectivos en la iinstitución (2011).[6]
- Gran Oficial de la «Condecoración Presidente de la República», por haber ascendido al grado de general de Carabineros de Chile (2014).[6]
- Alguacil Mayor de la «Condecoración Alguacil Mayor Juan Gómez de Almagro», por haber alcanzado su condición de mando, como general de Carabineros de Chile (2018).[6]